# Twente

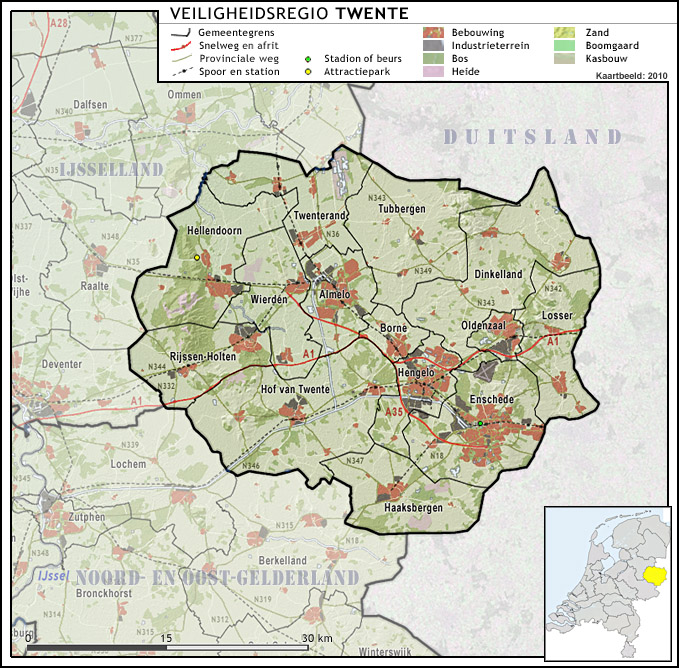
Mapa

Vlajka

Twente je region v jihovýchodní části nizozemské provincie Overijssel, při hranici s Německem. Jmenuje se podle původních obyvatel z germánského kmene Tubantů neboli Tvihantů a je vymezen řekami Regge na západě a Dinkel na východě. Má rozlohu 1503 km² a žije v něm přes 600 000 obyvatel, je součástí euroregionu EUREGIO. Kraj je rovinatý, nejvyšší vrchol Tankenberg dosahuje 85 metrů nad mořem.
Twente je výrazně urbanizovaná oblast s důležitými průmyslovými městy Enschede, Almelo a Hengelo, kde se rozvíjejí moderní technologie. Na venkově převažují pastviny a vřesoviště, vyspělá je živočišná výroba, pěstování brambor a pivovarnictví (značka Grolsch), těží se sůl a stavební kámen. Rozvíjí se turistický ruch; díky odlehlosti si kraj zachoval svérázný folklór (např. velikonoční procesí „vlöggelen“) a tradici venkovské pospolitosti zvanou „noaberschap“, nachází se zde také množství architektonických památek.
Podle regionu se jmenuje fotbalový klub z Enschede FC Twente, golfový turnaj Twente Cup, cyklistický závod De Hel van Twente, vysoká škola Universiteit Twente, letiště Twente a plavební cesta Twentekanaal. Twente má vlastní vlajku se symbolem koně (Saksenros) i hymnu Twents volkslied, hovoří se zde zvláštním twentským dialektem dolnoněmčiny, většina obyvatel se hlásí k římskokatolické církvi. Tradičními místními kulinářskými specialitami jsou rybízové pečivo kreantewegge a salám bakleaverworst, národním sportem je klootschieten, koulová hra podobná pétanque.